# Strophurus congoo
Espèce
Statut de conservation UICN

 DD  : Données insuffisantes
Strophurus congoo est une espèce de geckos de la famille des Diplodactylidae.

## Répartition
Cette espèce est endémique du Nord du Queensland en Australie.

## Étymologie
Son nom spécifique, congoo, lui a été donné en l'honneur de Tom Congoo, chef indigène de la région.

## Description
Ce petit lézard est de couleur beige clair et gris pale avec un dégradé entre ces deux couleurs sur tout son corps. Il se caractérise aussi par une petite taille (47 mm en moyenne), notamment au niveau de la queue (23 mm en moyenne).

## Publication originale
- (en) Eric Vanderduys, « A new species of gecko (Squamata: Diplodactylidae: Strophurus) from north Queensland, Australia », Zootaxa, Magnolia Press (d), vol. 4117, no 3,‎ 1er juin 2016, p. 341–358 (ISSN 1175-5334 et 1175-5326, OCLC 49030618, PMID 27395178, DOI 10.11646/ZOOTAXA.4117.3.3, lire en ligne).